# AD Municipal Pérez Zeledón
Die Asociación Deportiva Municipal Pérez Zeledón ist ein Fußballverein aus San Isidro de El General, Kanton Pérez Zeledón, Provinz San José, Costa Rica, welcher in der höchsten costa-ricanischen Spielklasse, der Liga de Fútbol de Primera División, spielt. Größter Erfolg der Vereinsgeschichte ist der Gewinn der Meisterschaft in der Apertura 2017.

## Geschichte
1962 wurde AD Pérez Zeledón gegründet und spielte die meiste Zeit seines Bestehens in der Liga de Ascenso-Segunda División.
1991 stieg die AD Pérez Zeledón drei Jahre nachdem der andere Klub des Kantons Pérez Zeledón, AD Municipal Generaleña, in die Primera División de Costa Rica auf. Daraufhin beschlossen die Vorstände beider Klubs, das es besser wäre, wenn in der mittelgroßen Stadt San Isidro nur einen Erstligaklub geben würde, da man sonst innerhalb der Stadt sich gegenseitig konkurrieren würde, so schlossen sich die beiden Vereine 1991 zur AD Municipal de Pérez Zeledón zusammen.
Seit der Fusion spielt Pérez Zeledón ununterbrochen in der Primera División de Costa Rica. Der größte Erfolg des Vereins war für lange Zeit die Vizemeisterschaft in der Saison 2004/2005.
In der Apertura 2017 konnte sich Perez Zeledón als Vierter für die Endrunde qualifizieren und schaffte es als Außenseiter, diese überraschend zu gewinnen. Anschließend gelang es dem Klub, ein im Hinspiel errungenes 1:0 gegen den amtierenden Meister Herediano auswärts im Finale zu verteidigen und so zum ersten Mal in der Vereinsgeschichte die Meisterschaft zu gewinnen.

## Erfolge
Costa-ricanischer Meister (1×): Apertura 2017

## Sonstiges
2009 kauften Ehemalige der AD Municipal Generaleña eine Zweitligafranchise und gründeten den Klub AS Puma Generaleña, um ihren von der Fußballlandkarte verschwundenen Verein wiederzubeleben. AD Municipal Pérez Zeledón ist aber weiterhin der Nachfolgeklub beider Vorgängervereine.

## Stadion
Pérez Zeledón trägt seine Heimspiele im sich im Besitz des Kantons befindenden, Estadio Municipal Otto Ureña aus.